# Джура (фильм, 1964)
«Джура» (кирг. Жоро) — советский художественный фильм режиссёра Адольфа Бергункера, снятый в 1964 году на киностудии «Киргизфильм».
Экранизация одноименного приключенческого романа Георгия Тушкана (1940 г.).
Премьера фильма состоялась в Киргизии в августе 1964 г., в Москве — 1 февраля 1965 г.
Данный фильм — не единственная экранизация романа Тушкана; в 1985 году вышел также мини-сериал «Джура — охотник из Мин-Архара» режиссёров 
Сайдо Курбанова и Виктора Мирзаянца.

## Сюжет
Конец 1920-х — начало 1930-х годов в Киргизии. Части Красной Армии ведут бескомпромиссную борьбу с басмачеством в Средней Азии.
Фильм рассказывает о становлении характера молодого киргизского охотника Джуры, оказавшегося в стремительном водовороте революционных событий, охвативших Памир. Показывает нелегкий путь от простого юноши-охотника, опутанного вековечными предрассудками, до сознательного, закаленного во многих схватках с басмачами зрелого бойца, поверившего в великие идеи революции.

## В ролях
- Мамбет Асанбаев — Джура
- Даркуль Куюкова — Айша, мать Джуры
- Муратбек Рыскулов — Козубай
- Нуркан Турсунбаев — Муса
- Юрий Родионов — Ивашко
- Роза Табалдиева — Зейнеб
- Журахон Рахмонов — Басмач
- Камаси Умурзаков — Кучак
- Шамши Тюменбаев — аксакал
- Нурмухан Жантурин — Тагай
- Советбек Джумадылов — Шараф
- Наби Рахимов — Балбак